# Nyctemera mundipicta
Nyctemera mundipicta är en fjärilsart som beskrevs av Walker 1859. Nyctemera mundipicta ingår i släktet Nyctemera och familjen björnspinnare. Inga underarter finns listade i Catalogue of Life.